# Kudowa-Zdrój
Kudowa-Zdrój (in tedesco Bad Kudowa) è una città polacca del distretto di Kłodzko nel voivodato della Bassa Slesia.
Ricopre una superficie di 33,90 km² e nel 2007 contava 10 170 abitanti.
Località nei dintorni:
- Brzozowie (Brzesowie, 1924–45: Birkhagen)
- Bukowina Kłodzka (Bukowine, 1937–45: Tannhübel)
- Czermna (Tscherbeney, 1937–45: Grenzeck)
- Jakubowice (Jakobowitz, 1937–45: Wachtgrund)
- Pstrążna (Straußeney, 1937–45: Straußdörfel)
- Słone (Schlaney, 1937–45: Schnellau)
- Zakrze (Sackisch).